# Cinnamomum oroi
Cinnamomum oroi är en lagerväxtart som beskrevs av Eduardo Quisumbing y Argüelles. Cinnamomum oroi ingår i släktet Cinnamomum och familjen lagerväxter. Inga underarter finns listade i Catalogue of Life.